# Cliff Morgan
Pour les articles homonymes, voir Morgan.
Pas d'image ? Cliquez ici

a Compétitions nationales et continentales officielles uniquement.

b Matchs officiels uniquement.
Clifford Isaac Morgan, connu sous le nom de Cliff Morgan, né le 7 avril 1930 à Trebanog et mort le 29 août 2013 à Bembridge sur l'île de Wight, est un joueur de rugby à XV évoluant au poste de demi d'ouverture. Il joue avec l'équipe du pays de Galles de 1951 à 1958 et avec le club du Cardiff RFC.

## Biographie
Cliff Morgan est issu d'une famille de mineurs gallois. Il joue avec le club gallois du Cardiff RFC de 1949 à 1958 avec qui il dispute 202 matchs et marque 38 essais soit 120 points. Il effectue également une saison en Irlande avec le club du Bective Rangers RFC lors de la saison 1955-1956. Il connaît 17 sélections avec les Barbarians de 1951 à 1958. Il obtient sa première cape internationale le 10 mars 1951, à l’occasion d’un match contre l'équipe d'Irlande. Avec les Gallois, il remporte quatre Tournois des Cinq Nations en 1952, 1954, 1955 et 1956, réalisant le Grand Chelem en 1952. Cliff Morgan joue aussi les quatre test matchs de la tournée des Lions britanniques en 1955 en Afrique du Sud.
Il est intronisé au Temple international de la renommée du rugby en 1997. Souffrant d'un cancer du larynx et des cordes vocales, il meurt le 29 août 2013.

## Palmarès

### En club
- Vainqueur du Championnat du pays de Galles en 1953, 1955 et 1958
- Finaliste de la Coupe du pays de Galles en 1985.

### En équipe nationale
- Vainqueur du Tournoi des Cinq Nations en 1952 (Grand Chelem), 1954, 1955 et 1956

## Statistiques

### En équipe nationale
- 29 sélections
- 9 points (3 essais)
- 4 fois capitaine en 1956
- Sélections par année : 3 en 1951, 3 en 1952, 4 en 1953, 3 en 1954, 4 en 1955, 4 en 1956, 4 en 1957, 4 en 1958.
- Tournois des Cinq Nations disputés : 1951, 1952,1953, 1954, 1955, 1956, 1957, 1958.

### Avec les Lions britanniques
- 4 sélections avec les Lions britanniques en 1955 en Afrique du Sud
- capitaine lors du 3e test
- 3 points (1 essai)